# Železniční trať Vsetín – Velké Karlovice
Železniční trať Vsetín – Velké Karlovice (v jízdním řádu pro cestující označená číslem 282) je jednokolejná regionální trať ve Zlínském kraji. Provoz na trati byl zahájen v roce 1908. Dopravcem na trati je od 8. prosince 2019 mj. společnost ARRIVA vlaky.

## Stanice a zastávky

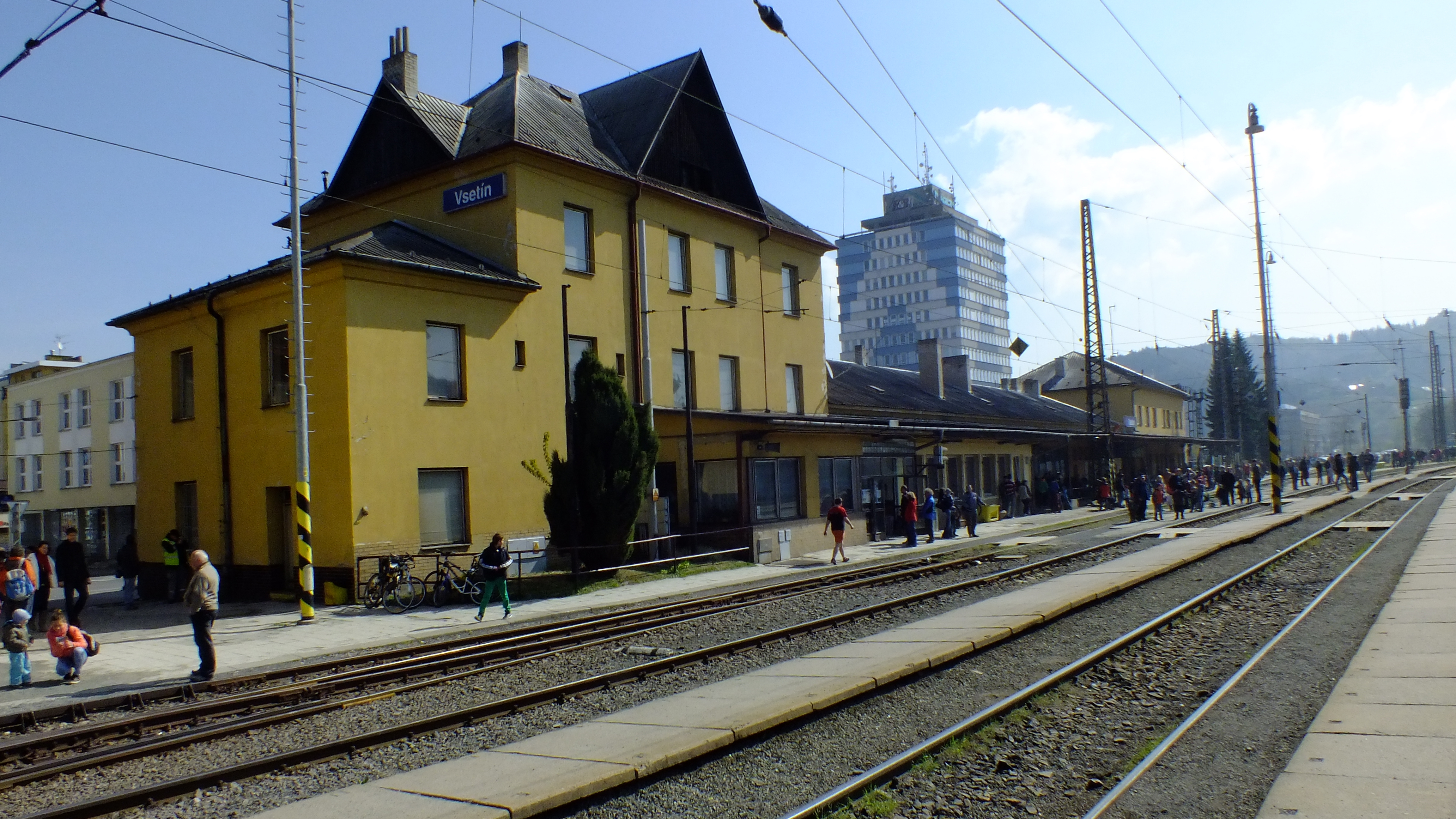
Vsetín
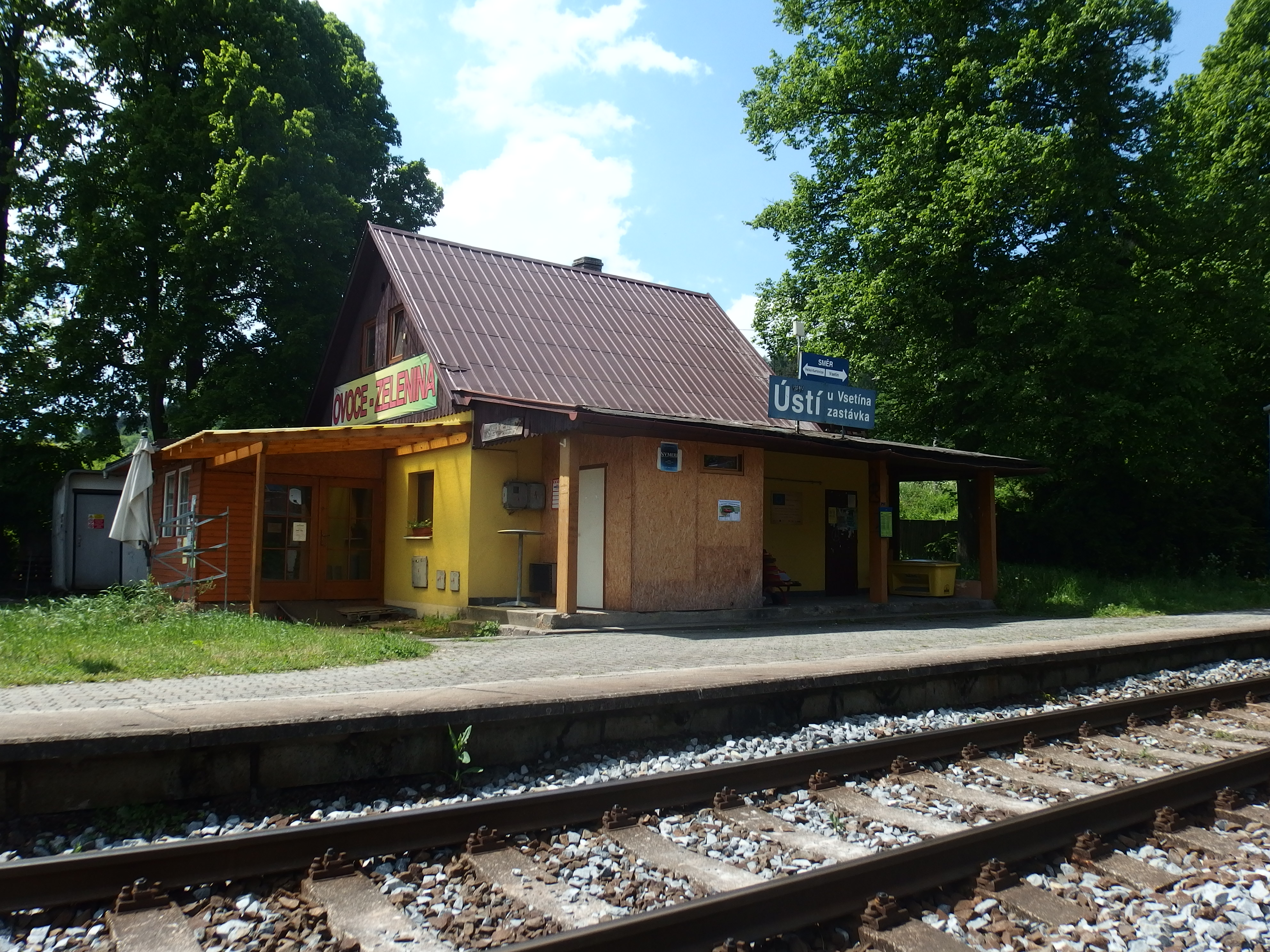
Ústí u Vsetína zastávka
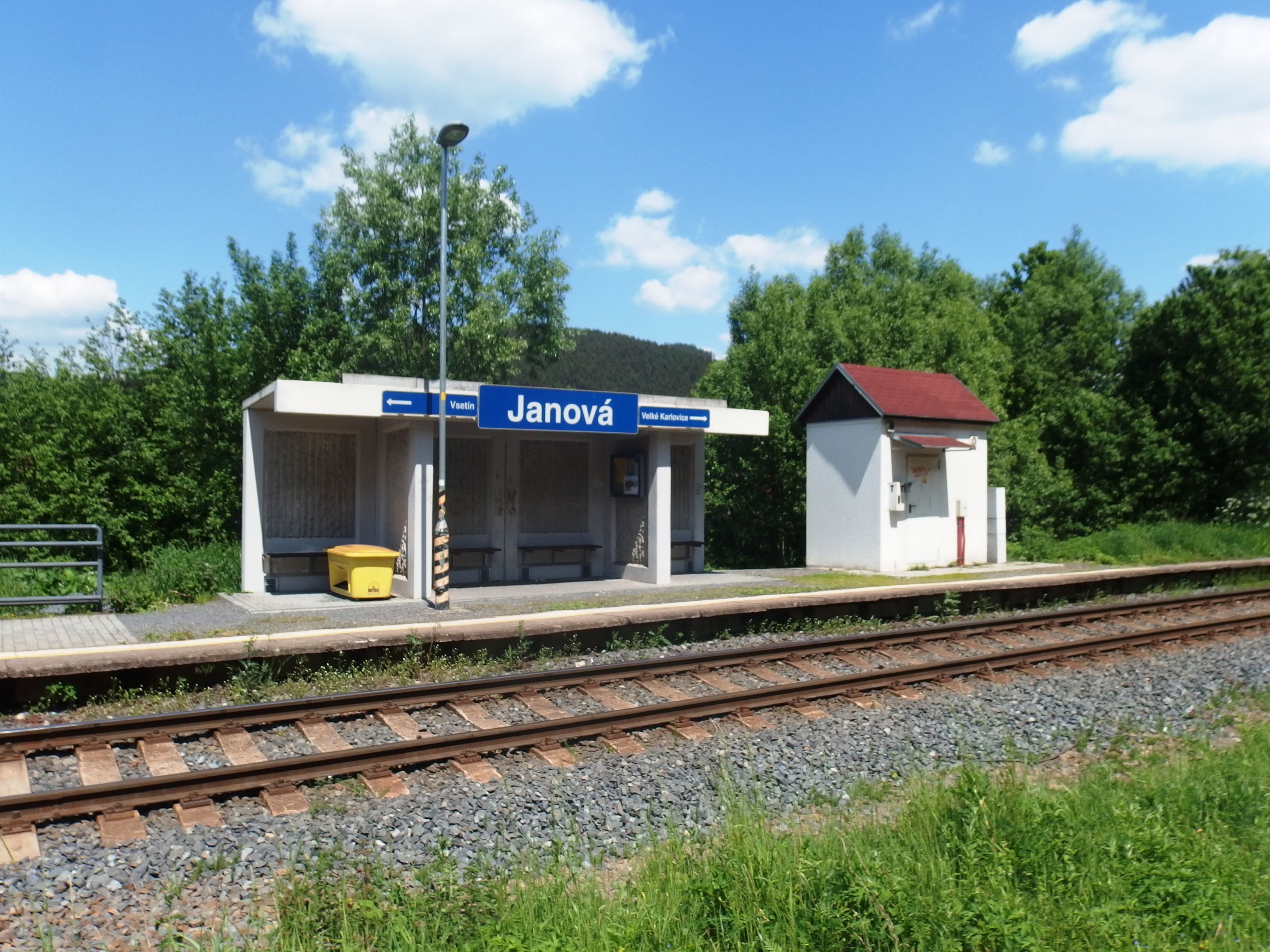
Janová
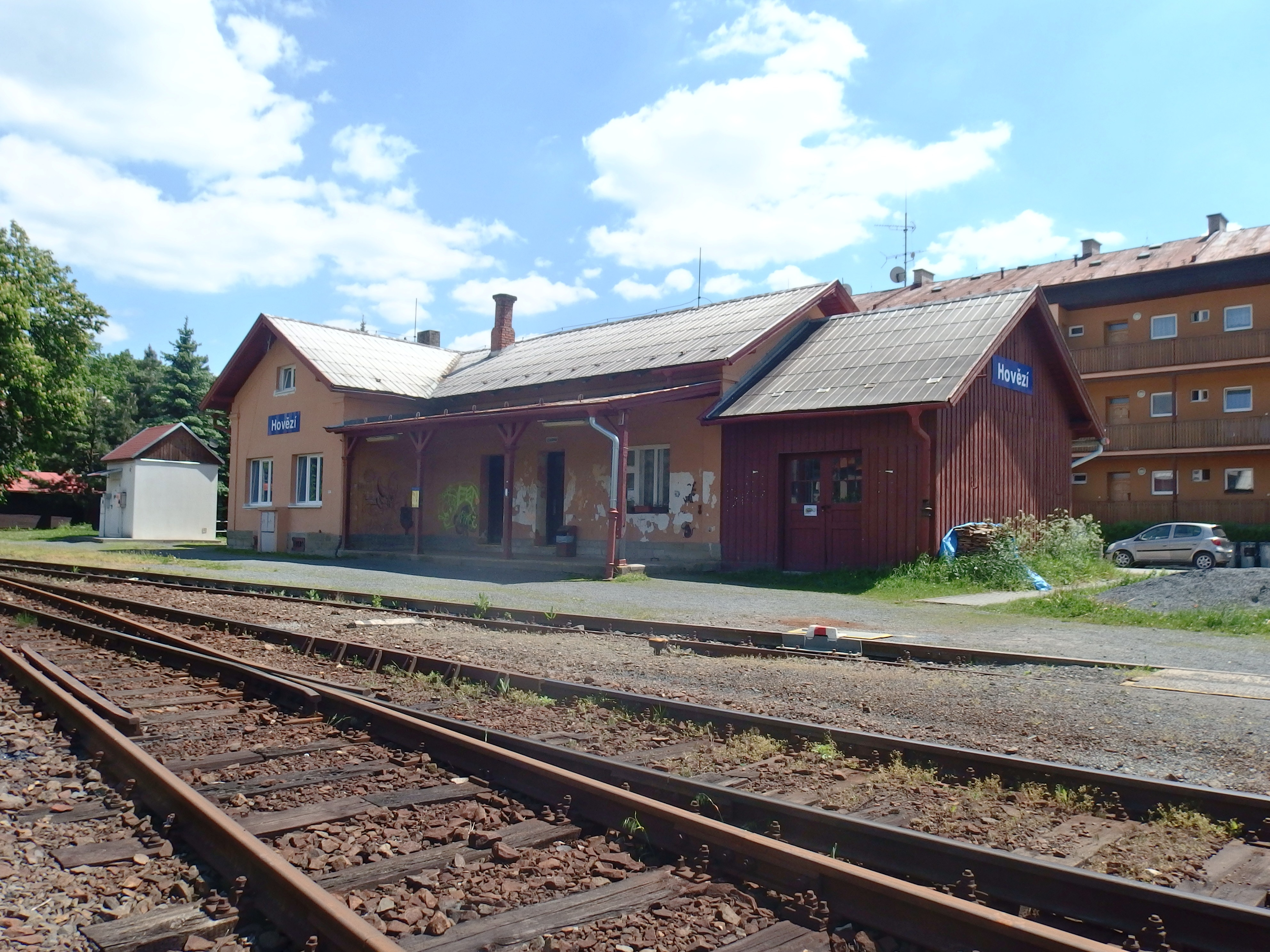
Hovězí
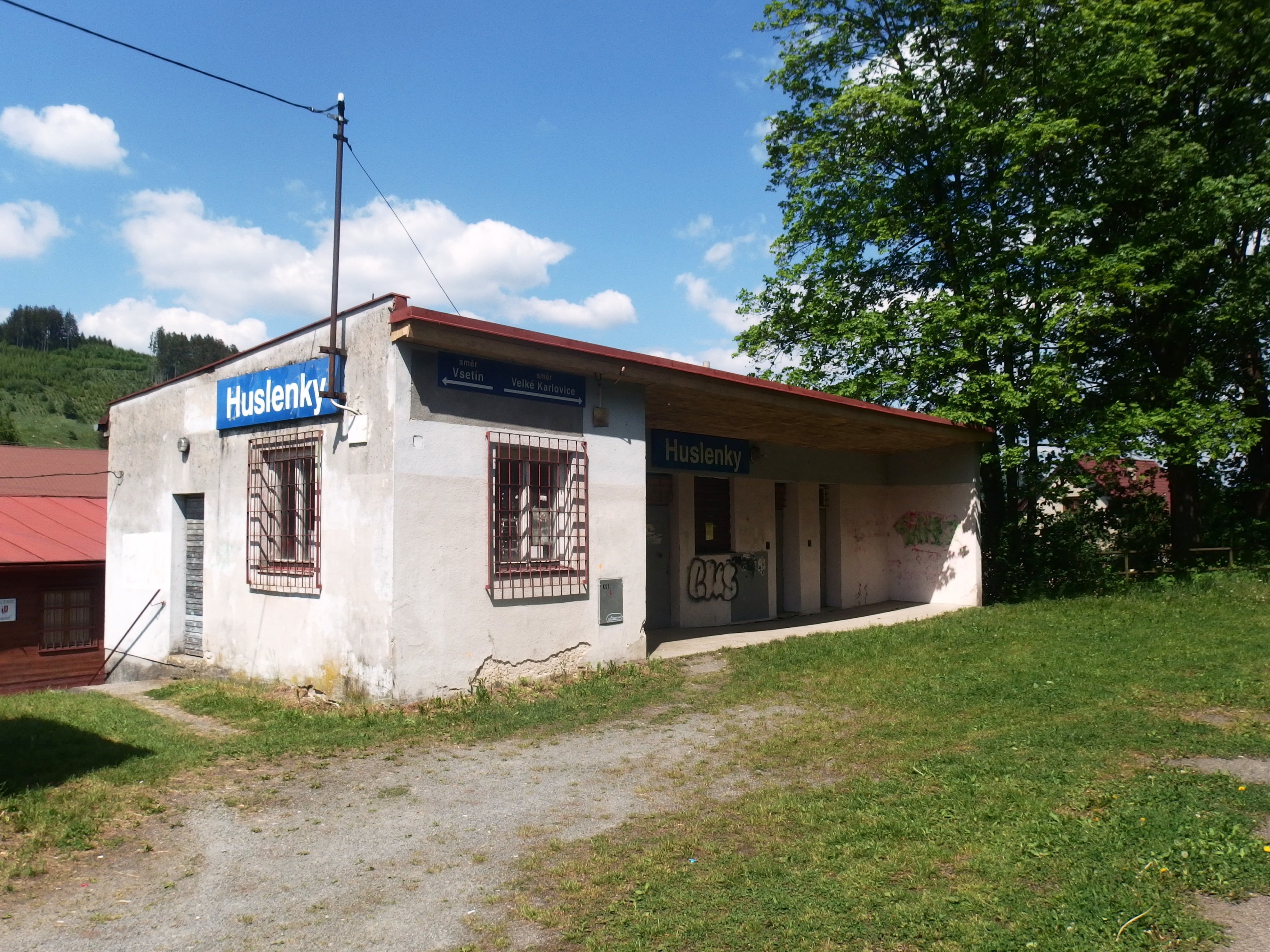
Huslenky
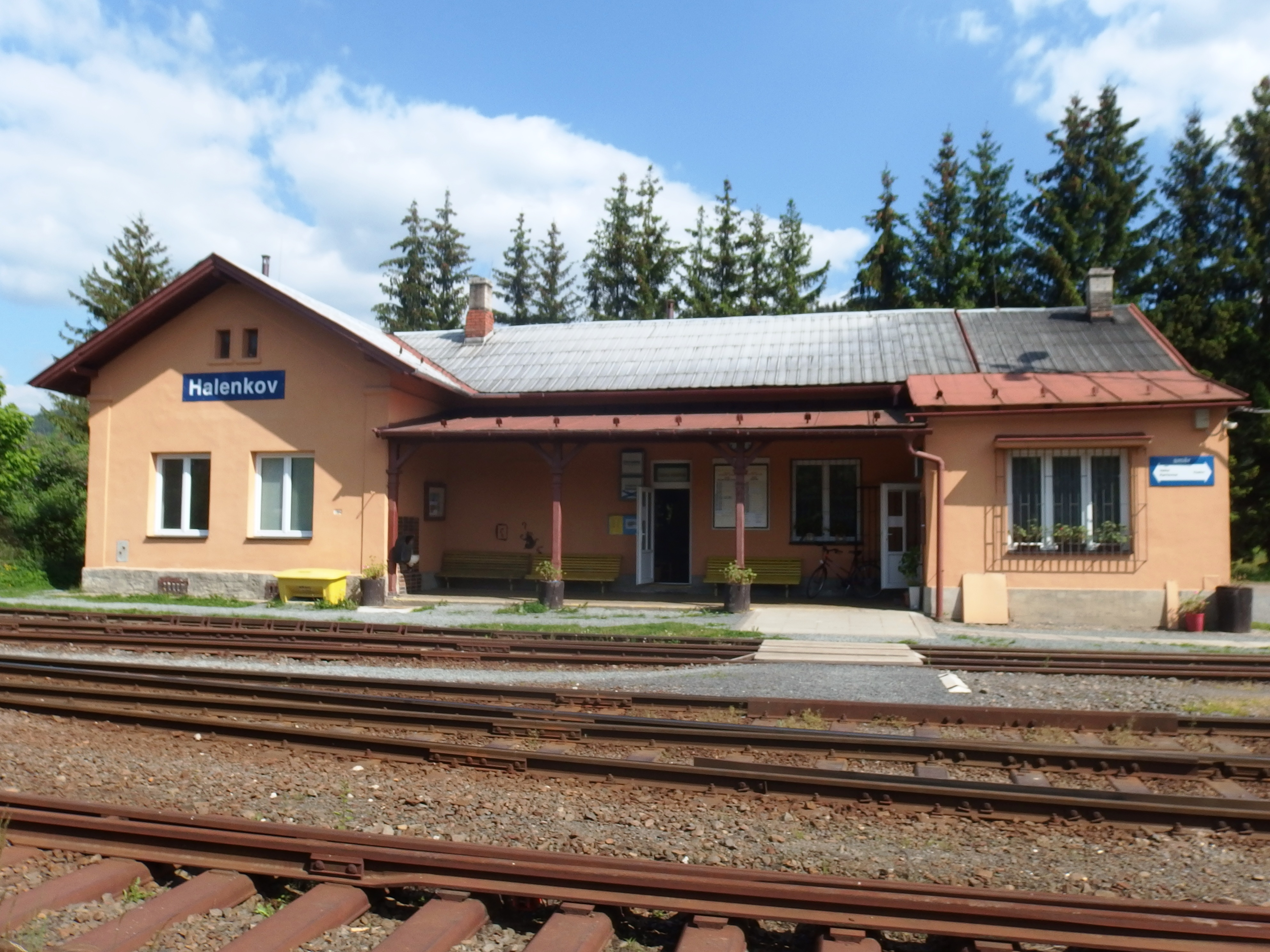
Halenkov
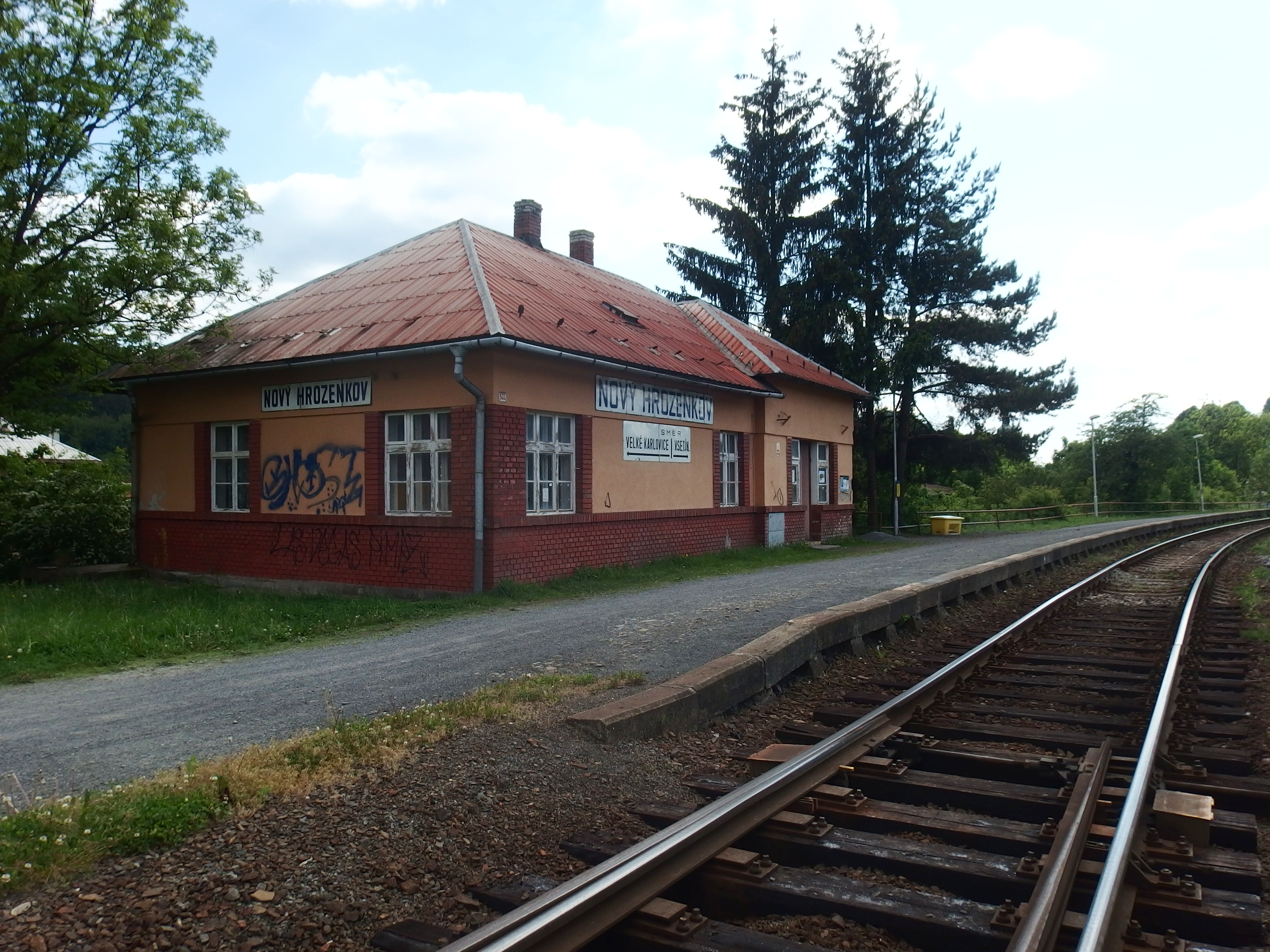
Nový Hrozenkov
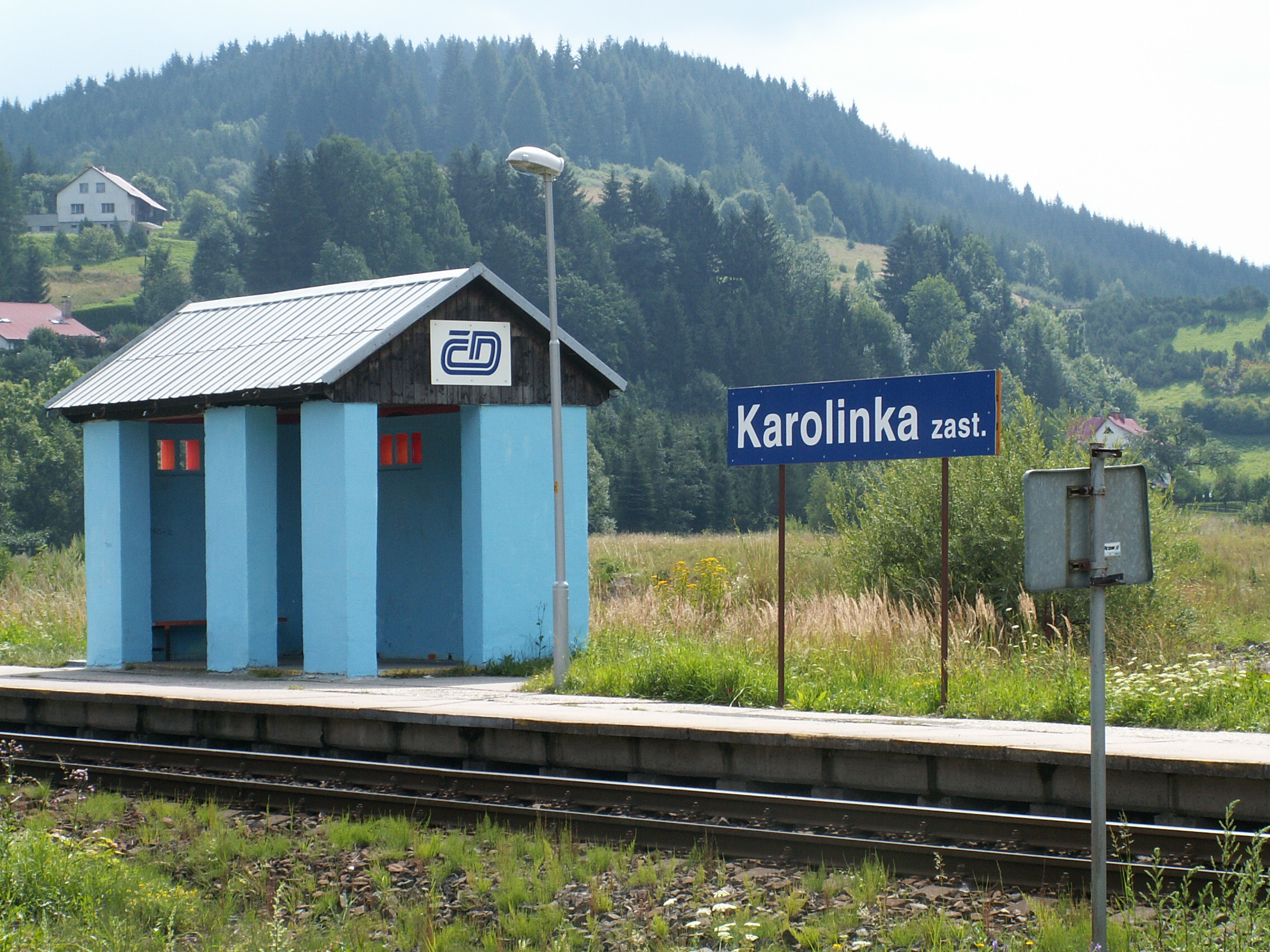
Karolinka zastávka
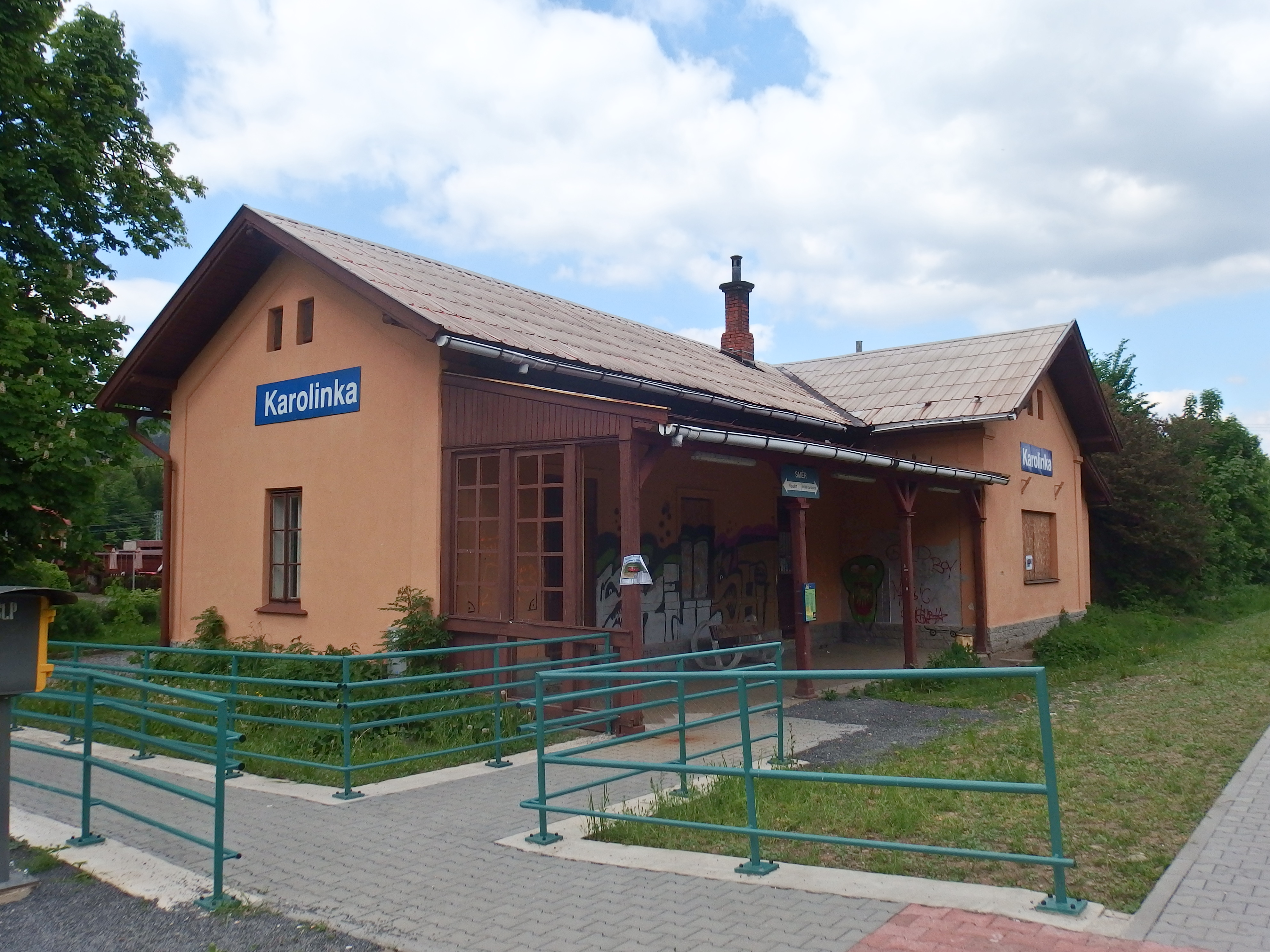
Karolinka
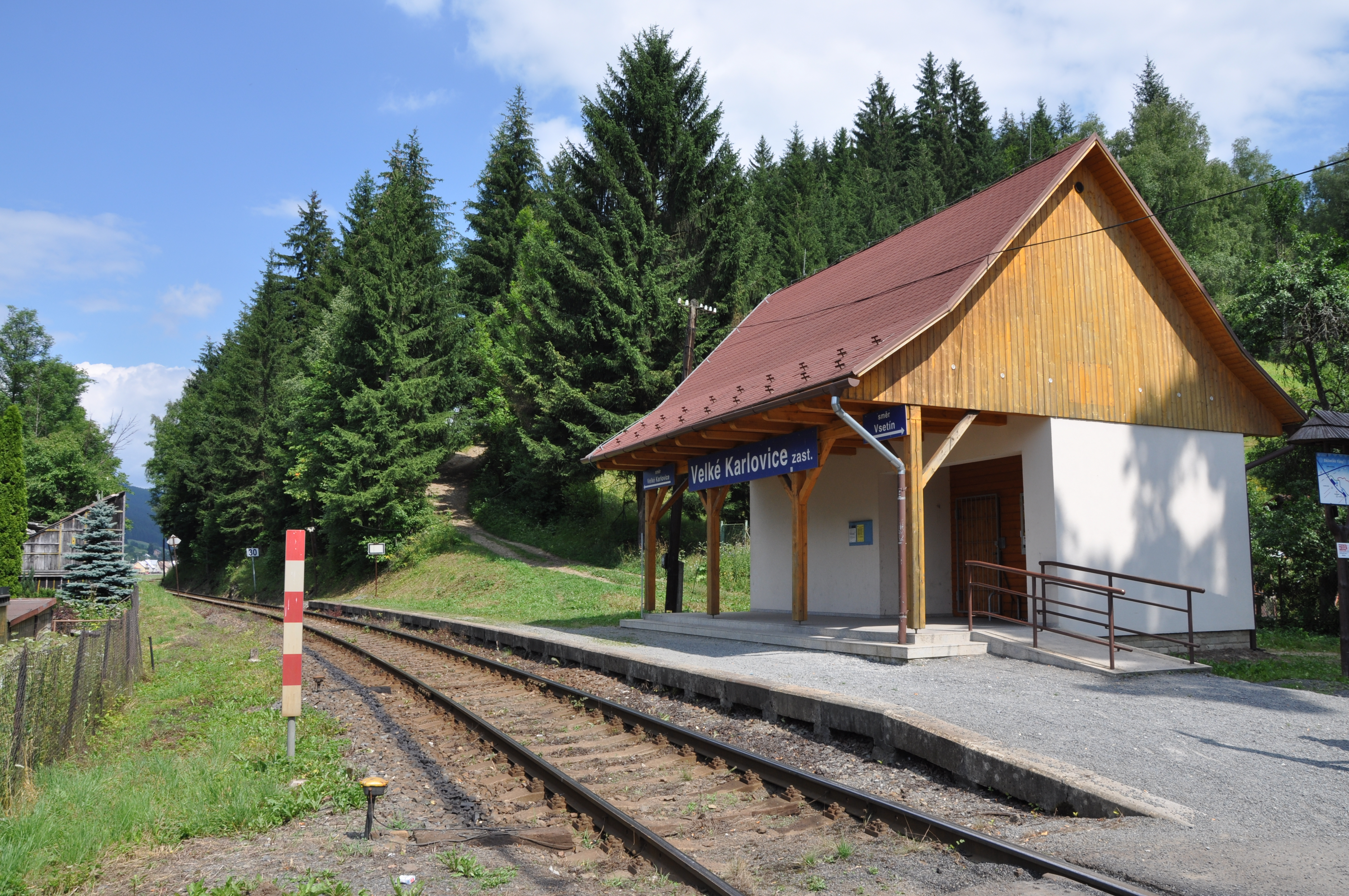
Velké Karlovice zastávka
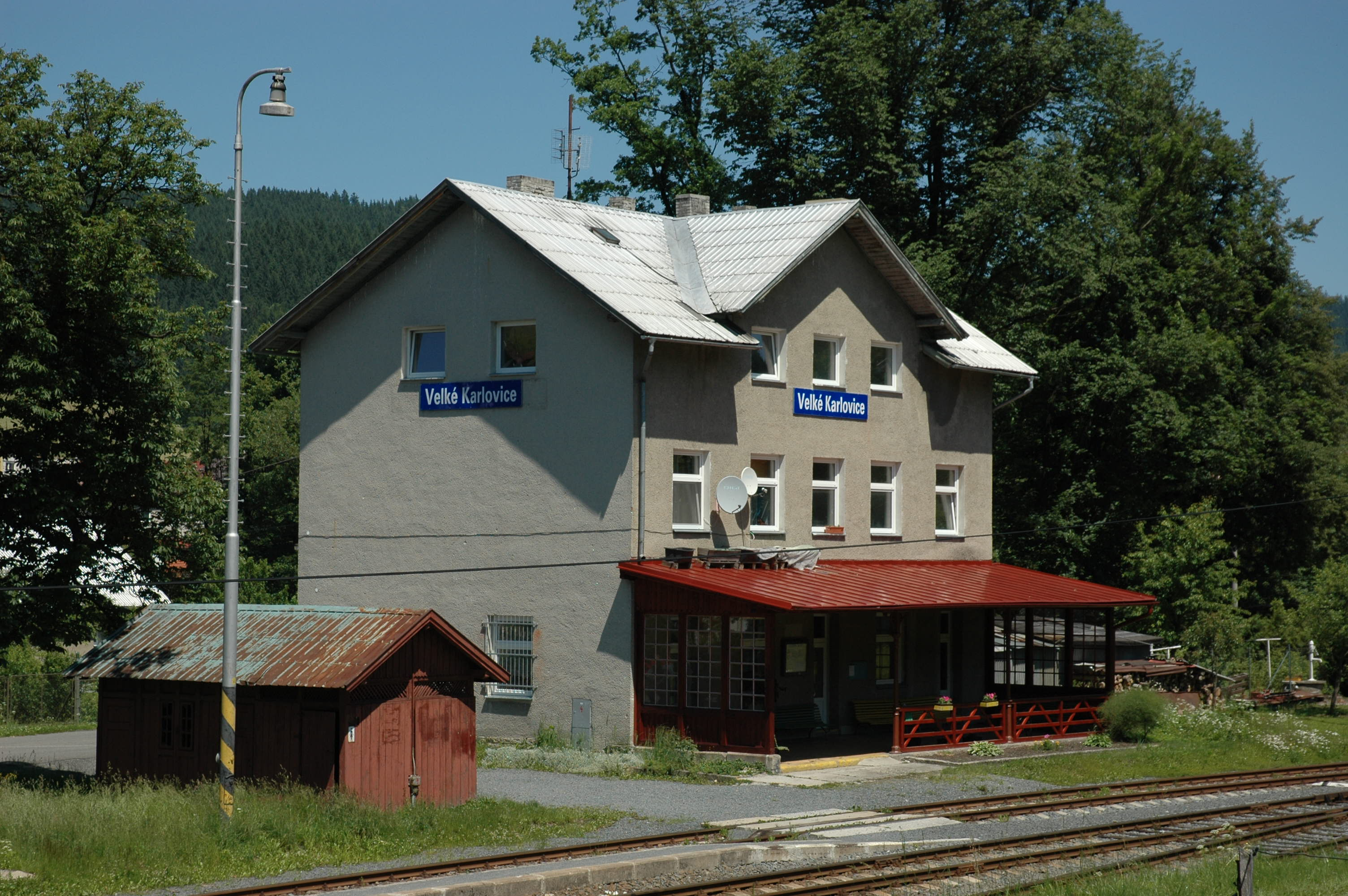
Velké Karlovice